# Cyro de Aguiar Maciel

Cyro de Aguiar Maciel

Cyro de Aguiar Maciel (Piranga, 2 de setembro de 1919 - Belo Horizonte, 3 de outubro de 2011) foi um advogado e político brasileiro do estado de Minas Gerais.

## Biografia
Cyro de Aguiar Maciel nasceu em 2 de setembro de 1919, no distrito de Guaraciaba, Piranga. Era filho do Coronel Amantino Ferreira Maciel e de sua esposa Regina de Aguiar Maciel. Seu pai era fazendeiro e comandou, direta e indiretamente, a política piranguense de 1921 a 1930. É também primo do padre Pedro Maciel Vidigal, deputado federal por Minas Gerais, entre 1959 e 1971.
Realizou seus estudos iniciais em humanidades no Seminário Menor de Mariana. Posteriormente terminou seus estudos no Ginásio Dom Helvécio, em Ponte Nova. Em 1946 formou-se em direito pela Faculdade Nacional de Direito da Universidade do Brasil, no distrito federal. Já na universidade se interessou pela político. Fez parte do Centro Acadêmico Cândido de Oliveira (CACO), tendo participado da campanha pela redemocratização do país e pelo fim do Estado Novo.
Na época também digiriu a revista A Época, de teor político. Ademais, trabalhou de 1944 a 1945 na Delegacia da Secretaria de Finanças do Estado de Minas Gerais no Rio de Janeiro. Formado prestou concurso para promotor de Justiça, sendo aprovado em primeiro lugar, tendo sido nomeado para a Comarca de Cabo Verde. Todavia, renunciou ao cargo para advogar em Piranga, sua terra natal. Exerceu a advocacia até 1950, quando foi eleito deputado estadual pelo Partido Republicano (PR).
Em sua carreira política foi deputado estadual na Assembleia Legislativa de Minas Gerais durante oito legislaturas, da 2.ª à 4.ª legislatura (1951-1963), pelo PR. e da 6.ª à 10.ª legislatura (1967 - 1987), pela ARENA e pelo PDS (último mandato). Entre 1959 - 1961 foi secretário da educação, no governo de José Bias Fortes. Foi também deputado federal por Minas Gerais no período de 1965-1966.
Foi casado com Íris Carvalho Maciel, sua prima.
Faleceu em 3 de outubro de 2011, aos 92 anos de idade.

## Política

### Anos 50 e 60
Em seu primeiro mandato como deputado estadual assumiu a presidência da Comissão de Constituição Legislação e Justiça. Era também vice-presidente da Comissão de Redação e da Comissão para Reforma da Lei de Organização Judiciária. Aos poucos destacou-se dentro do partido, tornando-se lider do PR em 1954. Em março de 1959 afastou-se de seu cargo no legislativo para assumir a secretaria da educação, no governo de José Francisco Bias Fortes (1956 - 1961), deixando a função em janeiro de 1961.
Retornando à Assembleia presidiu a Comissão de Educação e Cultura. Nas eleições de 1962 candidatou-se a deputado federal, não sendo eleito. Não se afastou dos cargos públicos, tendo assumido, no governo de José de Magalhães Pinto (1961-1966), a vice-presidência da Caixa Econômica do Estado de Minas Gerais. Nas eleições de 1965 elegeu-se deputado federal. Posteriormente ao Ato Institucional II ingressou na Aliança Renovadora Nacional (Arena), partido de apoio ao regime militar.
É um dos responsáveis pela proposta de mudança do nome indígena Calambau para Presidente Bernardes, em 1953. Na sua cidade natal foi o responsável pelo financiamento de pontes, sobretudo a Ponte Floriano Peixoto Maciel (inaugurada em 1955), e pela Escola Estadual Coronel Amantino Maciel (inaugurada em 1960).

### Anos 70 e 80
Assim como era no PR, também foi um político destacado na ARENA, tendo sido vice-líder da bancada arenista. Era também membro da Comissão da Educação e Cultura da Assembleia Legislativa. Tentou candidatar-se novamente a deputado federal, em novembro de 1970, conseguindo apenas uma suplência. Assumiu o cargo depois da saido do deputado arenista Expedito de Faria Tavares, que se afastou para exercer as funções de secretário do Interior e Justiça de Minas Gerais. Neste novo mandato, exerceu a vice-liderança do governo de Rondon Pacheco (1971-1975).
Em novembro de 1974 elegeu-se deputado estadual. No mandato presidiu a Comissão de Assunto Municipais e Planejamentos Regionais, e integrou a Comissão de finanças, orçamento e tomada de contas. Foi novamente eleito para a legislatura de 1978. Com o fim do bipartidarismo em novembro de 1979, filiou-se ao Partido Democrático Social (PDS), agremiação que deu continuidade à linha de atuação arenista, aglutinando-lhe os antigos membros. Foi membro da Comissão de Educação e Cultura e da comissão criada para organizar as festividades do sesquicentenário da Assembléia de Minas Gerais.
Em novembro de 1982, elegeu-se mais uma vez deputado estadual, dessa vez pelo PDS, iniciando o exercício do novo mandato no começo de 1983. Deixou a Assembléia Legislativa de Minas Gerais no início de 1987, não tendo disputado a reeleição no pleito ocorrido em novembro de 1986. Apesar de não concorrer a nenhum cargo político eletivo, continuou mantendo filiações partidárias.

### Anos 90
Em 1993 ingressou no Partido Progressista Reformador (PPR), partido fundado em abril daquele ano, a partir da fusão do Partido Democrático Social (PDS) e do Partido Democrata Cristão (PDC). Em 1995 ingressou no Partido Progressista Brasileiro (PPB), criado naquele mesmo ano, a partir da fusão do PPR e do Partido Progressista (PP).